# پارک ملی رینجک
پارک ملی رینجک (به لاتین: Risnjak National Park) یک پارک ملی و منطقه حفاظت‌شده در کرواسی است که در شهرستان پریموری-گورسکی واقع شده‌است.